# Jan Hynek Kavka
Jan Hynek Kavka, obč. jménem Josef Kavka, (27. dubna 1762 Vráž – 21. listopadu 1839 Nové Hrady) byl český obrozenský básník a překladatel, občanským povoláním katolický kněz. Působil jako farář na Táborsku v Borotíně a v Jistebnici (1821-1830). Přispěl do 1. svazku almanachu Básně v řeči vázané (1785) idylickou lyrickou básní věnovanou přírodě a několika překlady z Anakreonta a z Catulla.